# تاوروس، سیونیک
تاوروس (به ارمنی: Տավրուս) یک سکونتگاه مسکونی در ارمنستان است که در استان سیونیک واقع شده‌است.  در  کیلومتری جنوب کاپان، مرکز استان سیونیک واقع شده است.

## خصوصیات
تاوروس ۳٫۷۶ کیلومترمربع مساحت و ۹۲ نفر جمعیت دارد و در ارتفاع  متر بالاتر از سطح دریا قرار گرفته است.